# Emad (míssil)
Emad ( persa: عماد ) és un míssil balístic de abast mitjà (MRBM), de combustible líquid dissenyat a l'Iran, derivat del Shahab-3.

## Característiques
L'Emad pot portar uns 750 kg de càrrega útil, amb una precisió de 50 m, dins d'un abast de 1700 km Utilitza un nou disseny de con frontal, que és diferent del del Shahab-3 original. El míssil té un sistema avançat de guia i control al seu con frontal, i es diu que té una precisió d'uns 50 metres.

El disseny modificat també pot fer possible que l'ogiva detoni molt per sobre d'un objectiu, cosa que la fa més adequada per a una explosió d'aire química, biològica o detonació d'armes nuclears, així com per a un atac d'impuls electromagnètic nuclear.

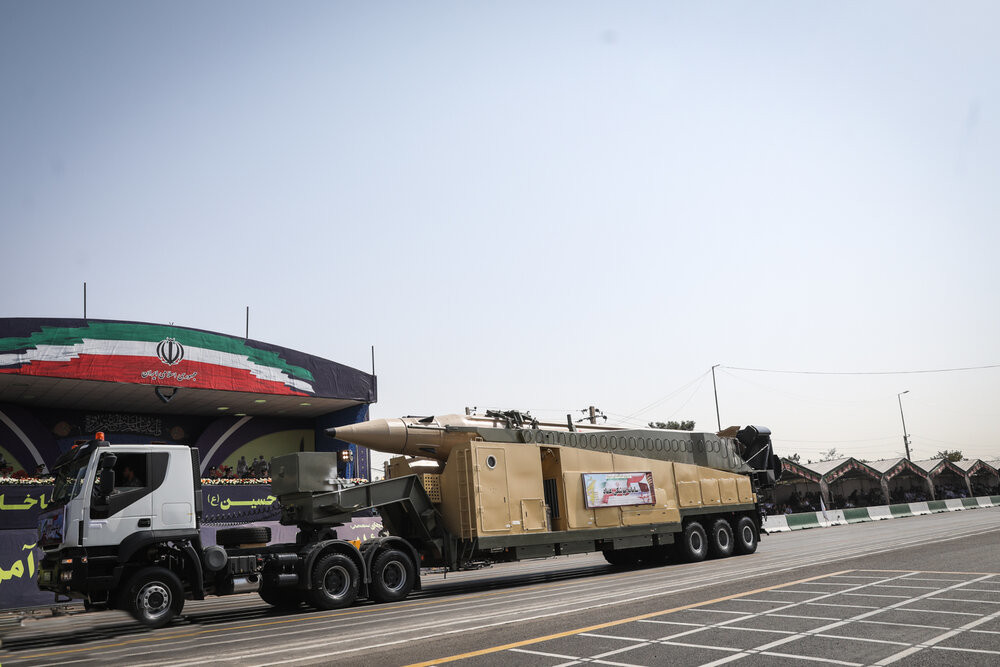
Un míssil Emad al llançador en una desfilada a Teheran el 2019.

## Història
El míssil va ser presentat pel general de brigada Hossein Dehghan l'11 d'octubre de 2015. Emad compta amb un vehicle de reentrada de nou disseny amb un sistema de guia i control més avançat, el que el converteix en el primer IRBM del país que està guiat amb precisió.
El míssil inclou un vehicle de reentrada maniobrable (MARV). El míssil, que sembla ser una altra variant del Shahab-3, havia de ser lliurat a les forces armades el 2016.